# Virós-Vallferrera
Virós-Vallferrera est une station de ski de fond des Pyrénées espagnoles située en Catalogne, dans la comarque de Pallars Sobirá, vallée de Ferrera.